# Wipperfürth
Pour l’article homonyme, voir Olaf Wipperfürth.

Wipperfürth est une commune de Rhénanie-du-Nord-Westphalie (Allemagne), située dans l'arrondissement du Haut-Berg, dans le district de Cologne, dans le Landschaftsverband de Rhénanie.
La ville allemande est jumelée avec la ville française de Surgères.